# Drag-On
Drag-On, de son vrai nom Mel Jason Smalls, né le 4 janvier 1979 dans le Bronx, New York, est un rappeur et acteur américain. Drag-On est sans doute mieux connu comme membre de Ruff Ryders Entertainment dans lequel il publie son premier album, Opposite of H2O en 2000. L'album est un succès, débutant la cinquième place du Billboard 200, se vend à 500 000 exemplaires et certifié disque d'or par la Recording Industry Association of America (RIAA). Après avoir quitté Interscope Records, Drag-On se joint à Virgin Records et publie son deuxième album Hell and Back, en 2004. L'album ne se classe que 47e du Billboard 200. En octobre 2007, Drag-On signe un contrat avec Full Surface Records, membre et ami des Ruff Ryders

## Biographie
Rappeur de la Côte Est, Drag-On contribue longtemps à de nombreux albums de rap hardcore, participant à des projets de DMX, de DJ Clue (The Professionnal), de The LOX (Living Off Experience) ainsi qu'à plusieurs compilations et mixtapes.
Le 15 février 2000, Drag-On publie son premier album solo, Opposite of H2O. L'album se classe cinquième du Billboard 200. Il se vend à 500 000 exemplaires, et est certifié disque d'or par la Recording Industry Association of America (RIAA). Il apparait dans des entretiens de BET et dans deux films avec DMX, Hors limites (2001) et En sursis (2003).  Après avoir quitté Interscope Records, Drag-On se joint à Virgin Records. Le 10 février 2004, il explore un nouveau style hardcore et publie au label son deuxième album, Hell and Back. L'album n'atteint que la 47e place du Billboard 200. Drag-On part alors de Virgin.
En 2007, il rejoint le label Full Surface Records créé par Swizz Beatz et Cassidy,. Le 4 février 2007, il publie son troisième album solo, Hood Environment.
Le 30 mars 2011, Drag abandonne les Ruff Ryders, d'un commun accord. Selon ses propos, il souhaite mieux se consacrer à la production indépendante. L'artiste participe le 1er septembre 2012 à un concert accompagné par DMX.

## Discographie
- 2001 : Opposite of H20
- 2004 : Hell and Back
- 2007 : Hood Environment

## Filmographie
- 2001 : Hors limites d'Andrzej Bartkowiak : Shaun Rollins
- 2003 : En sursis d'Andrzej Bartkowiak : Miles
- 2003 : The Hustle